# 奥利特
奥利特（西班牙語：Olite）是西班牙纳瓦拉的一个市镇。总面积84平方公里，总人口3213人（2001年），人口密度38人/平方公里。

## 友好城市
- 法國 吉耶讷地区索沃泰尔